# غافين لونش
غافين لونش (بالإنجليزية: Gavin Lynch)‏ (7 سبتمبر 1985 بليفربول في المملكة المتحدة - ) هو لاعب كرة قدم بريطاني في مركز الهجوم. لعب مع نادي إيفرتون ونادي تشستر سيتي ونادي مارين ‏ وPrescot Cables F.C. ‏ وWarrington Town F.C. ‏.

## وصلات خارجية
- غافين لونش على موقع قاعدة بيانات كرة القدم.إي يو (الإنجليزية)
- غافين لونش على موقع Soccerbase.com (لاعب) (الإنجليزية)